# 2 Pułk Piechoty Obrony Krajowej

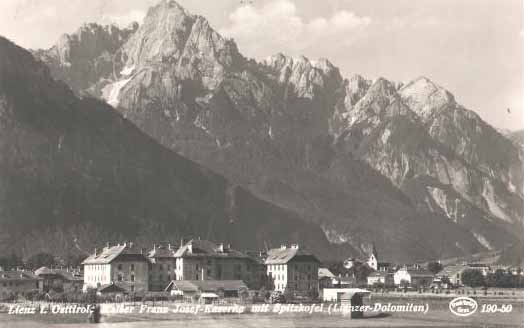
Koszary cesarza Franciszka Józefa w Linzu

2 Pułk Piechoty Obrony Krajowej Linz (LIR Linz Nr 2) – pułk piechoty cesarsko-królewskiej Obrony Krajowej.

## Historia pułku
1 maja 1889 roku w Linzu został utworzony Górnoaustriacki-salzburgski Pułk Piechoty Obrony Krajowej Nr 2 (niem. Oberösterreichisch-salzburgisches Landwehr-Infanterie-Regiment Nr. 2). Oddział powstał z połączenia trzech samodzielnych batalionów utworzonych w 1869 roku:
- Górnoaustriackiego Batalionu Strzelców Obrony Krajowej Linz Nr 6 w Linzu (niem. Oberösterreichisches Landwehr-Schützen-Bataillon Linz Nr. 6),
- Górnoaustriackiego Batalionu Strzelców Obrony Krajowej Wels Nr 7 w Wels (niem. Oberösterreichisches Landwehr-Schützen-Bataillon Wels Nr. 7),
- Górnoaustriackiego-salzburgskiego Batalionu Strzelców Obrony Krajowej Salzburg Nr 8 w Salzburgu (niem. Oberösterreichisch-salzburgisches Landwehr-Schützen-Bataillon Salzburg Nr. 8).

Bataliony pozostały w swoich garnizonach, zachowały dotychczasową numerację i nazwy wyróżniające oraz autonomię w zakresie administracji i uzupełnień.
Okręgi uzupełnień Obrony Krajowej Linz i Salzburg na terytorium 14 Korpusu.
Kolory pułkowe: trawiasty (grasgrün), guziki srebrne z numerem pułku „2”. W lipcu 1914 roku skład narodowościowy pułku: 98% – Niemcy.
W latach 1903–1914 pułk stacjonował w Linzu i wchodził w skład 87 Brygady Piechoty Obrony Krajowej należącej do 44 Dywizji Piechoty Obrony Krajowej.
W czasie wojny światowej pułk walczył z Rosjanami w końcu 1914 i na początku 1915 roku w Galicji, głównie w okolicach Brzeska oraz na południowy zachód od Tarnowa. Żołnierze pułku są pochowani m.in. na cmentarzach wojennych nr: 276 w Brzesku, 192 w Lubczy i 280 w Porąbce Uszewskiej.

## Komendanci pułku
- ppłk / płk Filipp von Sivkovich (1889[7] –)
- płk Bernhard Dobler von Friedburg (1903–1907)
- płk Gerog Bartl (1908–1910)
- płk Josef Kroupa (1911–1914[3])
- płk Konstantin Wasserthal von Zuccari (1914)